# Babatngon
Babatngon (Bayan ng Babatngon) är en kommun i Filippinerna. Kommunen ligger på ön Leyte, och tillhör provinsen Leyte. Folkmängden uppgår till 20 946 invånare.

## Barangayer
Babatngon är indelat i 25 barangayer.
| - Biasong - Gov. E. Jaro (Bagahupi) - Malibago - Magcasuang - Planza - Poblacion District I - Poblacion District II - Poblacion District III - Poblacion District IV - Rizal I - San Ricardo - Sangputan - Pagsulhugon | - Taguite - Uban - Victory - Villa Magsaysay - Bacong - Bagong Silang - Lukay - Rizal II - San Agustin - Guintigui-an - Naga-asan - San Isidro |